# نانسي لي اندروز
نانسي لي اندروز (بالإنجليزية: Nancy Lee Andrews)‏ هي مصورة وعارضة أمريكية، ولدت في 14 مايو 1947 في جيرسي سيتي في الولايات المتحدة.

## وصلات خارجية
- نانسي لي اندروز على موقع ميوزك برينز (الإنجليزية)
- نانسي لي اندروز على موقع ديسكوغز (الإنجليزية)